# Viscosia brachydonta
Viscosia brachydonta är en rundmaskart som beskrevs av Allgen 1959. Viscosia brachydonta ingår i släktet Viscosia och familjen Oncholaimidae. Inga underarter finns listade i Catalogue of Life.